# Roberto Bellarmino
Roberto Bellarmino, född 4 oktober 1542 i Montepulciano, Toscana, död 17 september 1621 i Rom, var en italiensk romersk-katolsk teolog, jesuit och kardinal. Han utnämndes till kyrkolärare 1931. Roberto Bellarmino vördas som helgon inom Romersk-katolska kyrkan. Hans helgondag firas den 17 september (tidigare 13 maj).

## Biografi

### Studier och prästvigning
Roberto Bellarmino var son till Vincenzo Bellarmino och Cinzia Cervini. Han var systerson till kardinal Marcello Cervini, sedermera påve Marcellus II. Sin grundläggande skolundervisning fick han hos jesuitorden, i vilken han inträdde 1560. Som ung författade han flera dikter på italienska och latin. En av hans hymner, om Maria Magdalena, återfinns i det romersk-katolska breviariet.
Fadern ville att Roberto skulle hänge sig åt en politisk karriär, men han infriade istället moderns önskan om att han skulle bli jesuit. Han studerade vid Collegio Romano 1560–1563 och därefter hos jesuiterna i Florens och Mondovì. Vid universitetet i Padua fördjupade sig Bellarmino i thomistisk teologi och vid universitet i Louvain studerade han bibelvetenskap och patristik. Då Pius V hade infört regeln att ordensmän skulle avlägga sina löften före prästvigningen, avlade Bellarmino sina ordenslöften i januari 1570 för att prästvigas några månader senare.
År 1570 utnämndes Bellarmino till professor i teologi vid universitet i Louvain. Hans hälsa blev lidande av för intensiva studier och sträng asketism och 1576 reste han tillbaka till Italien för att rekreera och vila sig. Påve Gregorius XIII erbjöd honom att undervisa i polemisk teologi vid Collegio Romano,och Bellarmino accepterade detta. Under denna tid växte hans apologetiska verk, Disputationes de Controversiis Christianae Fidei adversus huius temporis hereticos, fram. Disputationes var det dittills främsta verket rörande den katolska trons försvar mot den protestantiska läran.
Bellarmino var en viktig företrädare för den tridentinska reformen. Hans skrifter, bland annat två katekeser, präglade jesuiternas kontroversteologi, riktad mot protestantismen. Påven Clemens VIII utnämnde honom 1599 till kardinalpräst med Santa Maria in Via som titelkyrka. Vid sidan av sin roll som kyrkolärare, är han mest känd för sitt deltagande i Galileoaffären.
Kardinal Bellarmino begravdes först i Il Gesù, men 1923 flyttades hans kvarlevor till Sant'Ignazio. I Il Gesù har Bernini utfört en byst av honom.

### Polemiska skrifter
- Disputationes de Controversiis Christianae Fidei adversus huius temporis hereticos, Ingolstadt (1586-1589)
- De Exemptione clericorum, e De Indulgentiis et Jubilaeo, 1599
- De Transitu Romani Imperii a Graecis ad Francos (1584)
- Responsio ad praecipua capita Apologiae [...] pro successione Henrici Navarreni (1586)
- Judicium de Libro quem Lutherani vocant Concordiae (1585)
- quattro Risposte agli scritti a nome della Repubblica Veneziana di Giovanni Marsiglio e Paolo Sarpi (1606)
- Responsio Matthaei Torti ad librum inscriptum Triplici nodo triplex cuneus 1608
- Apologia Bellarmini pro responsi one sub ad librum Jacobi Magnae Britanniae Regis (1609)
- Tractatus de potestate Summi Pontificis in rebus temporalibus, adversus Gulielmum Barclay (1610).

### Kateketiska och andliga skrifter
- Dottrina Cristiana Breve och Dichiarazione Più Copiosa Della Dottrina Cristiana (1598)
- Dichiarazione del simbolo (1604)
- Admonitio ad Episcopum Theanensem nepotem suum quae sint necessaria episcopo (1612)
- Exhortationes Domesticae (1899)
- Conciones habitae Lovanii (1615)
- De Ascensione mentis in Deum (1615)
- De Aeterna felicitate sanctorum (1616)
- De gemitu columbae (1617)
- De septem verbis Christi (1618)
- De arte bene moriendi (1620)

### Övriga skrifter
- De Scriptoribus ecclesiasticis (1615)
- De Editione Latinae Vulgatae, quo sensu a Concilio Tridentino definitum sit ut ea pro authenticae habeatur (1749)
- In omnes Psalmos dilucida expositio (1611)

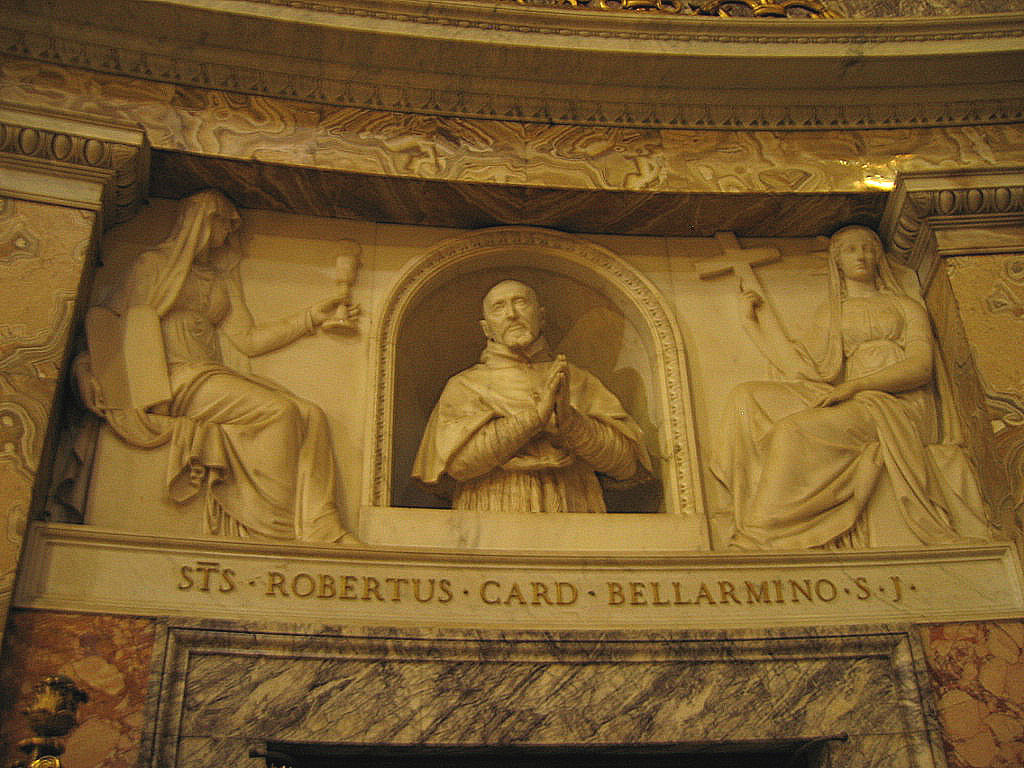
Roberto Bellarmino, byst av Bernini (1622). Il Gesù, Rom.

### Webbkällor
- ”St. Robert Francis Romulus Bellarmine”. Catholic Encyclopedia. New Advent. http://www.newadvent.org/cathen/02411d.htm. Läst 19 september 2017.
- ”San Roberto Bellarmino, vescovo e dottore della Chiesa”. Santi e Beati. http://www.santiebeati.it/dettaglio/29150. Läst 19 september 2017.